# Agente clarificante

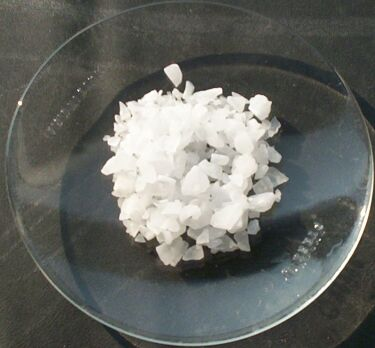
Sulfato de alumino. Un compuesto utilizado como floculante en la potabilización del agua y en la industria papelera. El aluminio se disocia del ion sulfato al disolverse en agua el compuesto de sulfato de aluminio. Una vez disociado, el aluminio queda como catión, disponible para atraer las partículas que se quieren agregar en el proceso de clarificación o floculación.

Los agentes clarificantes se usan para eliminar los sólidos suspendidos de los líquidos induciendo la floculación, es decir, los sólidos comienzan a agregarse formando escamas, que precipitan en el fondo o flotan en la superficie del líquido, para luego ser fácilmente retiradas.

## Proceso
Las partículas más finas que 0.1 µm (10−7m) en agua permanecen en movimiento continuo debido a la carga electrostática (a menudo negativa) que hace que se repelen entre sí. Una vez que su carga electrostática se neutraliza mediante el uso de un químico coagulante, las partículas más finas comienzan a colisionar y aglomerarse (acumularse) bajo la influencia de las fuerzas de Van der Waals. Estas partículas más grandes y pesadas se llaman flóculos.
Los floculantes, o agentes floculantes (también conocidos como agentes flocantes), son sustancias químicas que promueven la floculación al hacer que los coloides y otras partículas suspendidas en los líquidos se agreguen, formando un flóculo. Los floculantes se usan en procesos de tratamiento de agua para mejorar la sedimentación o la capacidad de filtración de partículas pequeñas. Por ejemplo, se puede usar un floculante en la piscina o en la filtración de agua potable para ayudar a la eliminación de partículas microscópicas que de otro modo harían que el agua se volviera turbia y que sería difícil o imposible de eliminar solo por filtración.
Muchos floculantes son cationes multivalentes como el aluminio, el hierro, el calcio o el magnesio.  Estas moléculas cargadas positivamente interactúan con partículas y moléculas cargadas negativamente para reducir las barreras a la agregación. Además, muchos de estos productos químicos, bajo un pH apropiado y otras condiciones como la temperatura y la salinidad, reaccionan con el agua para formar hidróxidos insolubles que, al precipitar, se unen para formar largas cadenas o mallas, atrapando físicamente pequeñas partículas en el flóculo más grande.
Los floculantes poliméricos de cadena larga, como las poliacrilamidas modificadas, son fabricados y vendidos por la empresa productora de floculantes. Estos se pueden suministrar en forma seca o líquida para su uso en el proceso de floculación. La poliacrilamida líquida más común se suministra como una emulsión con 10-40% de activos y el resto es un fluido portador no acuoso, tensioactivos y látex. Esta forma permite un fácil manejo de polímeros viscosos a altas concentraciones. Estos polímeros en emulsión requieren «activación»: inversión de la emulsión para que las moléculas de los polímeros formen una solución acuosa.

## Agentes floculantes
- Alumbre
- Hidroxicloruro de aluminio
- Sulfato de aluminio
- Óxido de calcio
- Hidróxido de calcio
- Sulfato de hierro (II)
- Cloruro de hierro (III)
- Poliacrilamida
- Cloruro de polidialildimetilamonio (poliDADMAC)
- Aluminato de sodio
- Silicato de sodio

Los siguientes productos naturales son utilizados como floculantes:
- Quitosano
- Cola de pescado
- Semillas de Moringa oleifera (planta moringa)
- Gelatina
- Semillas de Strychnos potatorum
- Goma guar
- Ácido algínico (extractos de alga marrón)